# 9291 Alanburdick
A 9291 Alanburdick (ideiglenes jelöléssel 1982 QO) a Naprendszer kisbolygóövében található aszteroida. Az Oak Ridge Observatoryban fedezték fel 1982. augusztus 17-én.